# Yuta Fujii
Yuta Fujii (藤井 悠太 Fujii Yuta?, nacido el 25 de mayo de 1991 en Saitama) es un futbolista japonés que se desempeña como defensa.

## Trayectoria

### Clubes
| Club           | País  | Año         |
| -------------- | ----- | ----------- |
| Omiya Ardija   | Japón | 2014 - 2015 |
| Yokohama FC    | Japón | 2016 - 2020 |
| Avispa Fukuoka | Japón | 2020 - 2021 |

## Estadística de carrera

### J. League
| Club         | Año   | J. League | J. League | Copa J. League | Copa J. League | Total | Total |
| Club         | Año   | Part.     | Goles     | Part.          | Goles          | Part. | Goles |
| ------------ | ----- | --------- | --------- | -------------- | -------------- | ----- | ----- |
| Omiya Ardija | 2014  | 0         | 0         | 0              | 0              | 0     | 0     |
| Omiya Ardija | 2015  | 1         | 0         | -              | -              | 1     | 0     |
| Yokohama FC  | 2016  | 23        | 0         | -              | -              | 23    | 0     |
| Yokohama FC  | 2017  | 21        | 0         | -              | -              | 21    | 0     |
| Total        | Total | 45        | 0         | 0              | 0              | 45    | 0     |